# Старшая Эдда
«Ста́ршая Э́дда» (или «Э́дда Сэ́мунда», или «Пе́сенная Э́дда») — поэтический сборник древнеисландских песен о богах и героях скандинавской мифологии и истории, сохранившийся в древнеисландской рукописи второй половины XIII века, авторство которой некоторыми исследователями приписывается Сэмунду Мудрому. В то же время известны имена исландских скальдов, которые заявляли о своём авторском праве на исполняемые ими песни. Как долго они бытовали в устной традиции, где и когда возникли — неизвестно. По мнению Михаила Стеблина-Каменского, большая часть героических песен основана на сказаниях южногерманского происхождения.
По мнению Арона Гуревича свидетельством их архаичности является то, что песни не развёртываются в широкую эпопею, как это происходит в произведениях англосаксонского и германского эпоса . При этом он ссылается на Тацита и историка Иордана, последний из которых упоминает о неких древних песнях (лат. in priscis eorum carminibus), когда рассказывает о начале племени готов и их выходе с острова «Скандзы». Гуревич не сомневается в том, что до нас дошли не все древние песни, а некоторые из сохранившихся и записанных в разные периоды истории испытали на себе влияние христианства .

## Композиция
«Старшая Эдда» состоит из нескольких песен и представляет собой тонический аллитерационный стих, форма которого особенно долго сохранялась в Исландии, в отличие от континентальных народов, у которых он сменяется стихом с конечной рифмой. Автором или авторами, если таковые имелись, используются многочисленные кеннинги. Между тем язык «Эдды» скорее прост, чем вычурен. В жанровом отношении песни представляют собой прорицания, изречения, мифологические действа и простые повествования. В песнях излагаются судьбы богов и героев, их речи и поступки. Некоторые сюжеты песен повторяют друг друга, написаны без рифмы или ритма, отсылают к сюжетам других песен, поэтому прочтение только лишь одной из них может затруднить понимание читателя.
Исследователи обращают внимание на разностильность песен, где стихи сменяются прозаическими вставками, среди которых есть и трагические, и комические, и откровенно дидактические. Загадки сменяются прорицаниями, а монологи — диалогами. Эддические песни условно разделяют на песни о богах и песни о героях. В песнях о богах содержится богатейший мифологический материал, а в песнях о героях центральное место занимает сам герой, его доброе имя и посмертная слава.

76
Гибнут стада,
родня умирает,
и смертен ты сам;
но смерти не ведает
громкая слава
деяний достойных.
77
Гибнут стада,
родня умирает,
и смертен ты сам;
но знаю одно,
что вечно бессмертно:
умершего слава.
— Старшая Эдда. Речи Высокого.

## Содержание
Старшая Эдда содержательно делится на две части: Песни о богах и Песни о героях.

### Песни о богах
Песни о богах открывает Прорицание вёльвы (Völuspá), где повествуется о сотворении мира из плоти Имира, конфликты асов (Один, Тор, Бальдр), ванов и ётунов и последующая гибель богов.
Речи Высокого (Hávamál) содержат элементы морально-этического кодекса. Превозносится гостеприимство, скромность, умеренность в питье, опрятность. К песням о богах Речи Высокого относятся потому, что упомянут эпизод с Гуннлед и Одином.
Речи Вафтруднира (Vafþrúðnismál) повествуют о соревновании в мудрости между Одином и ётуном Вафтрудниром. Последний задаёт пришельцу ряд вопросов (например, о незамерзающей пограничной реке Ивинг на краю мира богов, о месте битвы великана Сурта). В ответ Один спрашивает о создании мира из плоти Имира, о происхождении ётунов и турсов (Аургельмир, Трудгельмир, Бергельмир) и о Ньёрде. Вафтруднир предсказывает Одину смерть от Фенрира.
Речи Гримнира (Grímnismál) описывают жилище Одина Вальгаллу, где кровля щит, а стропилами являются копья. Там пируют павшие воины эйнхерии, поедая отварную свинину из Сехримнира и запивая её медом. Далее повествуется о мировом дереве Иггдрасиль и о сотворении мира из плоти Имира.
Поездка Скирнира (Skírnismál) рассказывает о сватовстве Скирнира (слуги Фрейра сына Ньёрда) к великанше Герд в Ётунхейм, где холмы и пастухи. Свадебным подарком оказываются 11 золотых яблок. Герд отвечает отказом и Скирнир изрекает проклятия: «тролли напоят тебя под землею козьей мочой». И лишь тогда дева соглашается стать невестой Фрейра.
Героем Песни о Харбарде (Hárbarðsljóð) становится Тор, который на переправе вступает в перепалку с Харбардом. Оппонент Тора рассказывает о своём пребывании в Валланде и на острове Альгрён («зелёный»). В Младшей Эдде Харбард является одним из имен Одина.
Песнь о Хюмире (Hymiskviða) продолжает повествование о похождениях Тора. На сей раз он добывает огромный котел для варки пива (öl) у Хюмира, живущего на востоке от реки Эливагар. Ётун промышлял охотой и скотоводством, а также ловил китов (hval) используя в качестве приманки головы быков.
Перебранка Локи (Lokasenna) начинается с убийства слуги Хюмира Фимафенга, которое совершает Локи во время пира, из-за чего и подвергается изгнанию, но вновь возвращается и оскорбляет пирующих асов. «В рот твой мочились», говорит он дерзко Ньёрду и обвиняет того в инцесте. Тор пытается припугнуть Локи своим Мьёлльниром и тот в образе лосося ныряет в фьорд Франангр. Асы ловят его, связывают кишками и подвешивают над лицом ядовитую змею.
Песнь о Трюме (Þrymskviða) начинается с того, что Тор теряет свой Мьёлльнир. Локи летит в Ётунхейм и выясняет, что за этим стоит «князь турсов» Трюм, который пожелал Фрейю. Отказ означал угрозу Асгарду. Локи предлагает переодеть Тора во Фрейю и отправиться в Ётунхейм. На брачном пиру Тора чуть не выдал его аппетит, когда он выпил пива и съел быка с лососем. Но увидев свой молот Тор расправляется со всем кланом воров.
Речи Альвиса (Alvíssmál) повествует о противостоянии Тора с бледным жителем подземного мира Альвисом, который явился для сватовства к дочери аса. Пришелец рассказывает о шести видах разумных существ: люди, асы, ваны, ётуны, альвы и высшие боги (uppregin). Потом он повторяет названия людей, ванов, ётунов и альвов, но добавляет богов (goðum) и гномов (dvergar). В третий раз Альвис упоминает людей, ётунов, гномов, альвов, богов и жителей Хеля. Задержав Альвиса до восхода солнца, от лучей которого карлик окаменевает, Тор побеждает.

### Песни о героях
Песнь о Вёлунде повествует о сыне финского конунга, который женился на валькирии Хервер и жил на озере Ульфсъяр. Но спустя некоторое время валькирия покинула его и он промышлял охотой на медведей, до тех пор пока не был захвачен в плен конунгом Нидудом. Однако Вёлунду удается освободиться и жестоко отомстить своему обидчику.
В Песни о Хельги звучит тема сватовства и появляется герой Атли и страна Sváfaland (Швабия).
Пророчество Грипира (Grípisspá) содержат предсказания Сигурду о том как он станет великим воином, победит дракона Фафнира, карлика Регина и пробудит спящую валькирию. Однако нетерпеливый Сигурд желает узнать более отдаленное будущее. Скрепя сердце Грипир сообщает о Брюнхильде, из-за которой героя покинет счастье.
Речи Регина (Reginsmál) сообщают о том, как Сигурд обрёл своего коня Грани (Grani) и познакомился с гномом (dvergr) Регином, который становится его наставником. Карлик рассказывает как его брата камнем убил Локи, однако асы выплатили штраф за убийство его отцу Хрейдмару, но из-за этого в их семье вспыхнула ссора и Фафнир убил его мечом во сне. После этого отцеубийца завладел сокровищами и превратился в змея. Регин решил поквитаться с братом с помощью Сигурда и выковал тому меч Грам.
Речи Фафнира (Fáfnismál) рассказывают о том как Сигурд убил Фафнира, вонзив ему меч (sverð) Грам в сердце. Дракон (ormr) перед смертью изрекает проклятие Сигурду, пророча ему погибель от золота. Также он предсказывает обрушение Бильрёста. Подошедший Регин принялся пить кровь умирающего Фафнира, который приходился ему братом. Сигурд тоже попробовал и стал понимать язык птиц и те поведали ему о будущем предательстве Регина. Тогда Сигурд отрубил голову своему компаньону. После этого он возвратился к логову Фафнира и взял все его сокровища.
Речи Сигрдривы (Sigrdrífumál) описывают путешествие Сигурда (Sigurðr) во Францию (Frakkland), где он встречает деву-воительницу (валькирию) Сигрдриву, усыпленную магией Одина за победу над конунгом Гуннаром. В награду за своё освобождение Сигрдрива сообщает Сигурду моральные заповеди против распрей с роднёй, споров с глупцами и прелюбодеяния с ведьмами.
Отрывок «Песни о Сигурде» (Brot af Sigurðarkviðu) сообщает о смерти Сигурда, коварно убитого своими товарищами Гуннаром (Gvnnar) и Хёгни в лесу к югу от Рейна. В ответ Гудрун (Gvþrvn) взывает к богам с призывом о возмездии. Ворон предрекает убийцам гибель от клинков Атли.
Первая Песнь о Гудрун (Guðrúnarkviða in fyrsta) посвящена оплакиванию мертвого Сигурда. Гудрун (Guðrún) утешает владычица (dróttning) гуннов Херборг, которая лишилась многих своих родственников и даже одно время была рабыней. Гудрун уехала в Данию (Danmark), а Брюнхильда заколола себя мечом.
Краткая Песнь о Сигурде (Sigurðarkviða in skamma) рассказывает как женой Сигурда становится Гудрун, а женой его товарища Гуннара — Брюнхильда. Однако Брюнхильда возревновала Сигурда и задумала его убить посредством своего мужа. Гуннар после совета с Хёгни подговаривает на убийство своего младшего брата Готторма. После убийства Сигурда Брюнхильда решается покончить с собой и пойти в могилу вслед за чужим мужем. Брюнхильд перед своей смертью предсказывает, что у Гудрун появится дочь от Сигурда по имени Сванхильд.
Поездка Брюнхильд в Хель (Helreið Brynhildar) описывает погребение Сигурда и Брюнхильды в форме кремации. В подземном мире великанша (gýgjar) называет Брюнхильду (дочь Будли) уроженкой Валланда. Происходит её отождествление с валькирией Сигрдривой, которая оказалась в ссоре с Одином и была разбужена Сигурдом («датским викингом»: víkingr Dana). Вспыхнувшая любовь оказалась губительной для них обоих.
Убийство Нифлунгов (Dráp Niflunga) представляет собой небольшой текст о судьбах убийц Сигурда. Атли вознамерился отомстить им за гибель Брюнгильды, в итоге Гудрун выдали за Атли, а Гуннар захотел жениться на сестре Атли Оддрун. Однако их ждала смерть. Гуннар был брошен в змеиный ров.
Вторая Песнь о Гудрун (Guðrúnarkviða in forna) продолжает повествование о Гудрун, которая оказалась в Дании. Упоминаются мимоходом такие имена воинов Лангбарда как Вальдар (Valdarr), Ярицлейв (Jarizleif), Эймонд (Eymóðr) и Ярицкар (Jarizskár). Они имеют тёмные волосы и красные плащи. Гримхильд («готская женщина»: gotnesk kona) даёт Гудрун напиток забвения и обещает сокровища Будли, если та выйдет замуж за Атли. Гудрун не соглашается выйти замуж за брата Брюнхильд и отпрыска Будли. Однако Гудрун уступает, понимая чем может обернуться отказ. Путь к городу Атли занимает 21 день: 7 дней ехали по студёным землям, 7 дней месили волны и ещё 7 дней шли посуху.
Третья Песнь о Гудрун (Guðrúnarkviða in þriðja) повествует о кознях служанки Атли, которая пыталась опорочить Гудрун, обвинив её в постыдной связи с Тьодреком (Þjóðrekr). Однако испытание кипятком показывают, что Гудрун невиновна.
Гренландская Песнь об Атли (Atlakviða) сообщает о смерти Атли от Гудрун. В начале посланец Атли Кнефрёд (Knéfröðr) прибывает ко двору Гуннара и зовёт его в гости к своему хозяину. Упомянут лес Мюрквид на границе владений двух правителей: владения Гуннара, «друга бургундов», это берега Рейна, а владения Атли это земли гуннов (Húnmörk). В неожиданной схватке гибнет Хёгни, у которого гунны вырывают сердце. Гуннара же бросили в яму со змеями. Гудрун придумала страшную месть, убив сыновей Атли Эйтиля с Эрпом и скормив ему их сердца. Атли хмельной от пива не сразу понял подвох и Гудрун вонзила лезвие ему в тело и подожгла его чертог.
Гренландские Речи Атли повторяют сюжет предыдущей песни.
Подстрекательство Гудрун (Guðrúnarhvöt) повествует о судьбе вдовы Сигурда после смерти Атли. Она пытается утопиться в море, но её спасает конунг Йонакр (Jónakr), за которого она впоследствии выходит замуж. У пары рождается три сына: Сёрли, Эрп и Хамдир. У Гудрун была ещё дочь от Сигурда Сванхильд, которая вышла замуж за Ёрмунрекка (Jörmunrekk). Однако дочь Сигурда была заподозрена в неверности и была растоптана конями, что вызвало гнев Гудрун и подстрекательство сыновей к мести за сестру.

## Исторические параллели
Старшая Эдда отражает реалии Великого Переселения Народов, а именно противостояния готов и гуннов.
- Атли — это Аттила (V век)[9], который хотя и представлен могучим правителем гуннов, но сестрой его оказывается Брюнхильда, а отцом Будли.
- Гуннар — король бургундов Гундахар (V век)[10]
- Ёрмунрекк — готский король Германарих (IV век)[11].

## География Старшей Эдды
Несмотря на исландскую атрибуцию в Старшей Эдде встречаются континентальные географические названия: Франция (Frakkland), Дания (Danmark), Швабия (Sváfaland), река Рейн. Есть упоминания о бургундах (Гуннар), финнах (Вёлунд), датчанах (Сигурд), гуннах (Атли) и готах. Вполне определённую локализацию имеет Валланд. Очевидные параллели с Киевской Русью имеет имя Ярицлейв (Ярослав Мудрый).

## Переводы на русский язык
Первый перевод был опубликован в 1897 году в IV томе серии «Русская классная библиотека» под редакцией А. Н. Чудинова типографии И. Глазунова. В 1917 году перевод «Старшей Эдды» на русский язык был выполнен С. Свириденко, свет увидел только первый том (перевод второго тома остался в рукописи). Полностью основной корпус песен был впервые переведён Андреем Корсуном, а примечания к нему написал Михаил Стеблин-Каменский.
Существуют также переводы отдельных песен, выполненные Александром Востоковым, Константином Бальмонтом, Владимиром Тихомировым, Елеазаром Мелетинским, Ольгой Смирницкой, Михаилом Раевским, Игорем Дьяконовым.
В современных русских изданиях «Старшая Эдда» разбита на три части:
Песни о богах:
- Прорицание вёльвы (Völuspá)
- Речи Высокого (Hávamál)
- Речи Вафтруднира (Vafþrúðnismál)
- Речи Гримнира (Grímnismál)
- Поездка Скирнира (För Skírnis)
- Песнь о Харбарде (Hárbarðsljóð)
- Песнь о Хюмире (Hymiskviða)
- Перебранка Локи (Lokasenna)
- Песнь о Трюме (Þrymskviða)
- Речи Альвиса (Alvíssmál)

Песни о героях:
- Песнь о Вёлунде (Völundarkviða)
- Первая Песнь о Хельги Убийце Хундинга
- Песнь о Хельги, сыне Хьёрварда
- Вторая Песнь о Хельги Убийце Хундинга
- Пророчество Грипира
- Речи Регина
- Речи Фафнира
- Речи Сигрдривы
- Отрывок Песни о Сигурде
- Первая песнь о Гудрун
- Краткая Песнь о Сигурде
- Поездка Брюнхильд в Хель
- Вторая Песнь о Гудрун
- Третья Песнь о Гудрун
- Плач Оддрун
- Гренландская Песнь об Атли
- Гренландские Речи Атли
- Подстрекательство Гудрун
- Речи Хамдира

Эддические песни:
- Сны Бальдра
- Песнь о Риге
- Песнь о Хюндле
- Песнь о Гротти
- Песнь валькирий
- Песнь о Хлёде
- Песнь о Солнце (в издание включается не всегда)

## Реконструкция звучания «Старшей Эдды»
В 1999 году исполнитель и исследователь средневековой музыки Бенджамин Бэгби опубликовал свою версию реконструкции звучания избранных песен из эпоса[значимость факта?]. В 2001 году серия записей песен из «Старшей Эдды» была продолжена[значимость факта?].